# Strobilanthes jogensis
Strobilanthes jogensis är en akantusväxtart som beskrevs av Alexander Gilli. Strobilanthes jogensis ingår i släktet Strobilanthes och familjen akantusväxter. Inga underarter finns listade i Catalogue of Life.